# Vrícko
Vrícko este o comună slovacă, aflată în districtul Martin din regiunea Žilina, pe malul râului Vríca⁠(d). Localitatea se află la altitudinea de 592 m deasupra n.m., se întinde pe o suprafață de 29,574 km2 și în 2017 număra 467 de locuitori. Se învecinează cu comuna Znióváralja, Martin.

## Istoric
Localitatea Vrícko este atestată documentar din 1594.

## Demografie
| An:                | 1994 | 2004   | 2014   | 2024   |
| ------------------ | ---- | ------ | ------ | ------ |
| Număr de persoane: | 397  | 427    | 451    | 433    |
| Diferență:         |      | +7,55% | +5,62% | −3,99% |

| An:                | 2023 | 2024   |
| ------------------ | ---- | ------ |
| Număr de persoane: | 438  | 433    |
| Diferență:         |      | −1,14% |